# Lixophaga opaca
Lixophaga opaca là một loài ruồi trong họ Tachinidae.